# Casearia pitumba
Casearia pitumba är en videväxtart som beskrevs av H. Sleum.. Casearia pitumba ingår i släktet Casearia och familjen videväxter. Inga underarter finns listade i Catalogue of Life.